# 連結式エアロスタット・レーダー・システム
TARS
連結式エアロスタット・レーダー・システム
- 用途：監視用
- 分類：気球
- 製造者：ロッキード・マーティン（主契約企業）、ILCドーバー（エンベロープ部分）
- 運用者：アメリカ
- 生産数：9機（Lockheed Martin 420K）
2機（Lockheed Martin 275K）
- 運用開始：1980年
- 運用状況：現役

連結式エアロスタット・レーダー・システム（Tethered Aerostat Radar System, TARS）とは、アメリカ製の低高度航空戦場監視システムであり、エアロスタット（係留気球）をレーダーの搭載機として用いたものである。類似のシステムにはEL/M-2083やJLENSなどがある。

## システム
このエアロスタットは大型の布製気嚢にヘリウムを充填しており、1本のケーブルで係留して高度4,600mにまで上昇できる。作戦高度において最大1,000kgの搭載物を持ち上げ、低高度・下方走査のレーダーによる捜索を提供する。エアロスタットは4つの主要な部品や機器で構成される。胴体部と翼、風防およびレーダー搭載部、機上発電装置、索具と係留ケーブルである。これらはカイト・バルーン（風船凧）として相対風から揚力を得るだけでなく、空気よりも軽量なことでも浮力を得ている。
エアロスタットの胴部には、気密化された布製の仕切りで分割された2つの区画を収容している。上方チャンバーにはヘリウムを充填し、このエアロスタットに浮力機能を与えている。胴部下方チャンバーは与圧化された空気区画である。胴部は軽量なポリウレタンで被覆されたポリフッ化ビニル製の布で作られている。機上エンジンは発電機を動かし、燃料には378.5リットルのディーゼル燃料が供給される。
1990年代後期がはじまると、エアロスタットの基地ではロッキード・マーティン製の420Kエアロスタットを装備するようになった。この軟式飛行船はロッキード・マーティンL-88という監視レーダーを主な搭載品として積んでおり、捜索範囲は370kmであった。420Kの気嚢形状、翼の設計、そしてケーブル接続部は、より高い空気力学的な安定性や、容易な地上での取り回しのためにさらに最適化された。420Kエアロスタットはロッキード・マーティン社が主契約企業である一方で、気嚢部分はILCドーバーが製造していた。
2004年の時点で、1か所を除く全てのTARSを運用する基地が420Kエアロスタットを装備していた。除外されていたフロリダ州のカジョーキー基地では2機のより小型な、しかしその他はほぼ同じロッキード・マーティン製の275K軟式飛行船を用いていた。1機はL-88から派生した軽量なL-88(V)3を搭載し、もう1機はキューバへ向け「Radio y Televisión Martí」TV放送を送信するために使われていた。

## 歴史
最初のエアロスタットは1980年12月、フロリダ州カジョーキー基地のアメリカ空軍に配備された。1980年代の間に、アメリカ関税局は非合法な薬物の出入りに対処する補助として、エアロスタットのネットワークを運用するようになっていた。当局の最初の基地は1984年にグランド・バハマ島のハイロックに建設された。第二の基地が1986年、アリゾナ州フォート・フワチューカに開設された。19992年の以前に、3つの機関がTARSのネットワークを運用している。アメリカ空軍、アメリカ関税局、そしてアメリカ沿岸警備隊である。
本計画のすべての責任は関税局と沿岸警備隊に帰すものだった。これは1991年と1992年のアメリカ議会が、空軍を執行組織として国防総省に移管するまで続いた。1991年にアメリカ議会は、麻薬取り締まりの監視用途として5機のエアロスタットを陸軍省に移した。主にこれらはメキシコ湾で使われた。しかしこの移管に続き、陸軍省は機体を駐機させ、1992年1月以後これらを使うことを拒否した。
空軍の管轄下では契約の統合とシステムの標準化を通じ、基地当たりの運用とメンテナンス費用が1992会計年度の600万ドルから2007年には350万ドルに減少した。
2003年以後、イラク戦争やアフガニスタン紛争 (2001年-2021年)において、輸送中の車列を守り、敵兵員の活動情報を与えるために66機程度の持続的脅威検出システム（PTDS）エアロスタットが作戦投入された。PTDSで都市や大規模な設備を監視するという成功の後、アメリカ陸軍は、持続的地上監視システム（PGSS）と呼ばれる小型化・低価格化したシステムの配備に関心を持った。これはもっと小規模な前線作戦基地に適するものだった。
2011年予算管理法では、計画を打ち切ろうと試みる空軍のための予算が削減された。ただし、2014会計年度以降のアメリカ合衆国税関・国境警備局（CBP）は、連結式エアロスタット・レーダーシステム（TARS）計画とその予算について責任を引き受けている。

## 運用
操作要員は、固定式または移動式の係留システムを内蔵した、大型の円形発進パッドからこのエアロスタットを発進させる。係留機構には大型のウィンチと7,600m長の係留ケーブルが組み込まれている。作戦能力は普通、天候（標準的に6割ほど）と定期メンテナンス時の中断によって制約された。エアロスタットは120km/h以下の風速で安定した。エアロスタットと装備品の平均稼働率は作戦全体で98%以上だった。
機密保持と安全性の理由から、エアロスタット基地周辺の空域は少なくとも半径2～3マイル程度、また高度4,600mまでが接近禁止とされた。

## 作戦

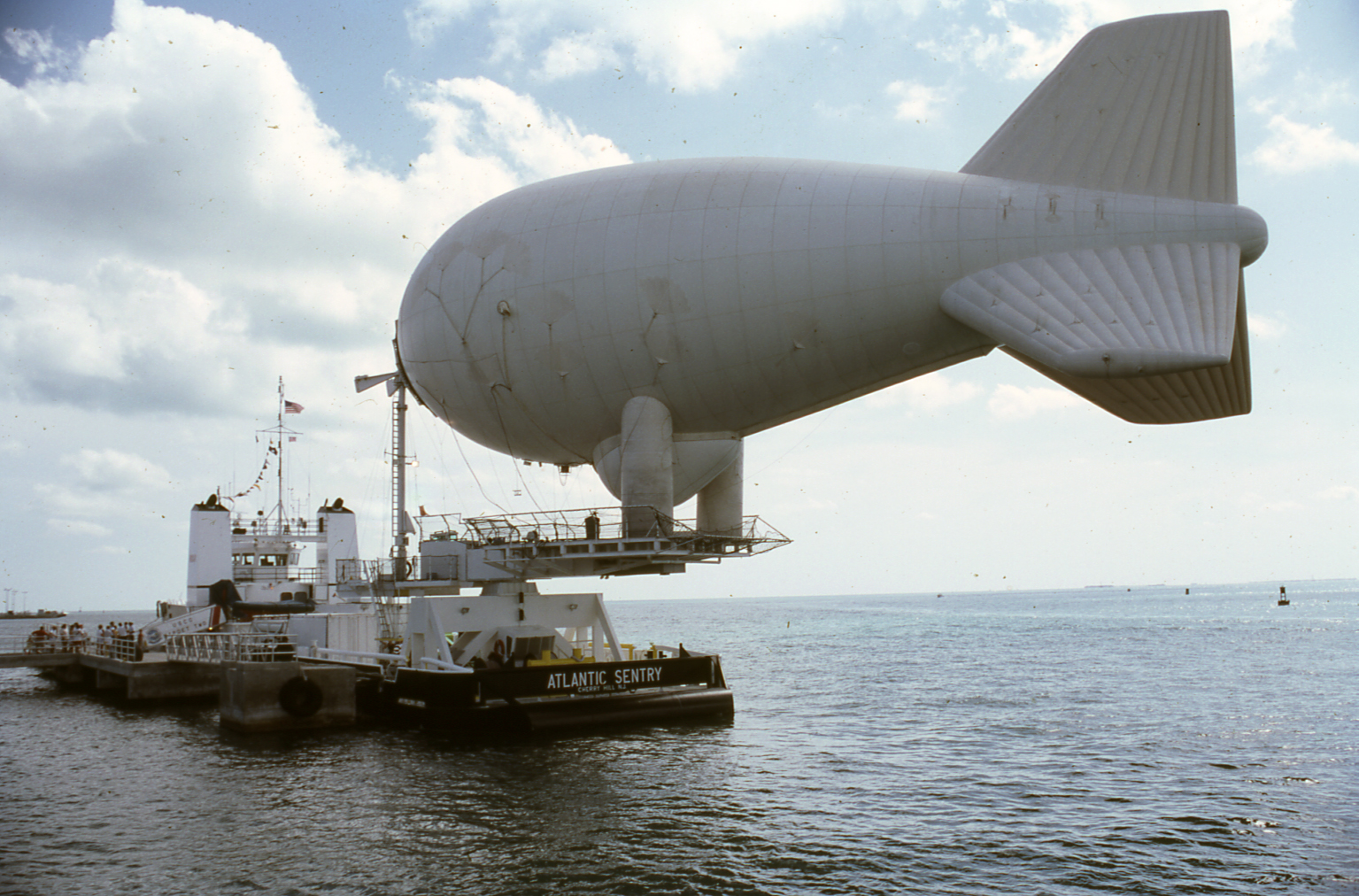
フロリダ州キーウェスト、マロリードックの気球母艦「アトランティック・セントリー」。

主な任務はアメリカ合衆国とメキシコ、フロリダ海峡、カリブ海地域の国境線に沿って、麻薬阻止プログラムに関わる国家機関を補助するためにレーダー監視業務を提供する事であった。第二の任務は北アメリカ航空宇宙防衛司令部に対し、フロリダ海峡内の領空主権のため低空の監視領域を提供する事だった。このエアロスタットのレーダーデータはNORADやアメリカ合衆国税関・国境警備局が利用可能だった。

## 技術・運用データ
- 主要機能: 低高度、下方走査レーダー、航空機捜索
- 気嚢容量:12,000立方m
- 係留ケーブル全長:7,600m
- 搭載重量:544kg～997kg
- 最大捜索範囲:370km

### 運用基地
ルイジアナ州モーガンシティおよびテキサス州マタゴルダに置かれた基地では運用が保留状態にある。契約管理部門と兵站拠点はそれぞれバージニア州ニューポートニューズとテキサス州エルパソに置かれている。
| 場所                             | 座標 |
| フロリダ州カジョーキー           | 北緯24度41分46秒 西経81度30分16秒 / 北緯24.696119度 西経81.504511度 北緯24度42分03秒 西経81度30分22秒 / 北緯24.700948度 西経81.506097度 |
| ニューメキシコ州デミング         | 北緯32度01分36秒 西経107度51分51秒 / 北緯32.026574度 西経107.864159度                                                                   |
| テキサス州イーグルパス           | 北緯28度23分07秒 西経100度17分09秒 / 北緯28.38536度 西経100.285963度                                                                    |
| アリゾナ州フォート・フワチューカ | 北緯31度29分09秒 西経110度17分44秒 / 北緯31.485808度 西経110.295546度                                                                   |
| プエルトリコ、ラハス             | 北緯17度58分41秒 西経67度04分47秒 / 北緯17.978111度 西経67.079676度                                                                     |
| テキサス州マーファ               | 北緯30度26分04秒 西経104度19分14秒 / 北緯30.434399度 西経104.320641度                                                                   |
| テキサス州マタゴルダ             | 北緯28度42分38秒 西経95度57分28秒 / 北緯28.710482度 西経95.957682度                                                                     |
| ルイジアナ州モーガンシティ       | 北緯29度48分38秒 西経91度39分47秒 / 北緯29.810666度 西経91.662996度                                                                     |
| テキサス州リオ・グランデ         | 北緯26度34分20秒 西経98度49分02秒 / 北緯26.572331度 西経98.817129度                                                                     |
| アリゾナ州ユマ                   | 北緯33度00分57秒 西経114度14分36秒 / 北緯33.015886度 西経114.24331度                                                                    |